# 四方利明
四方 利明（しかた としあき、1972年 - ）は日本の教育学者。立命館大学経済学部准教授。専攻は教育社会学。

## 経歴
- 1972年 - 大阪府泉南市に生まれる。
- 1990年 - 大阪府立岸和田高等学校卒業
- 1991年 - 大阪予備校卒業
- 1995年 - 立命館大学法学部政治・行政専攻卒業
- 2001年 - 大阪大学大学院人間科学研究科教育学博士課程退学
- 2001年 - 立命館大学経済学部助教授
- 2007年 - 立命館大学経済学部准教授

## 研究
- イヴァン・イリイチの学校化論の研究
- 「教育問題」の戦後史
- 「新しい」学校建築に関する研究

## 科学研究費
- 学校施設の複合化に関する研究(2004-2006、基盤研究(C))
- 地域社会における学校の統廃合と複合化に関する研究（2007-2009、基盤研究(C)）

## 著書
- 『学校建築の諸相』阿吽社，2012年
- 『学校の建築と教育: 学校化・教育改革・境界人』阿吽社，2018年

### 共著
- （教育解放研究会） 『学校のモノ語り』 東方出版，2000年
- （教育解放研究会＋「学校の境界」研究会） 『学校のモノと境界』 NAN工房，2001年
- （中島勝住） 『学校の境界』 阿吽社，2003年
- （小山静子・菅井凰展・山口和宏） 『戦後公教育の成立―京都における中等教育』世織書房，2005年
- （吉村和真・福間良明） 『「はだしのゲン」がいた風景』梓出版社，2006年